# Diospyros paniculata
Diospyros paniculata är en tvåhjärtbladig växtart som beskrevs av Nicol Alexander Dalzell. Diospyros paniculata ingår i släktet Diospyros och familjen Ebenaceae. Inga underarter finns listade i Catalogue of Life.

## Bildgalleri

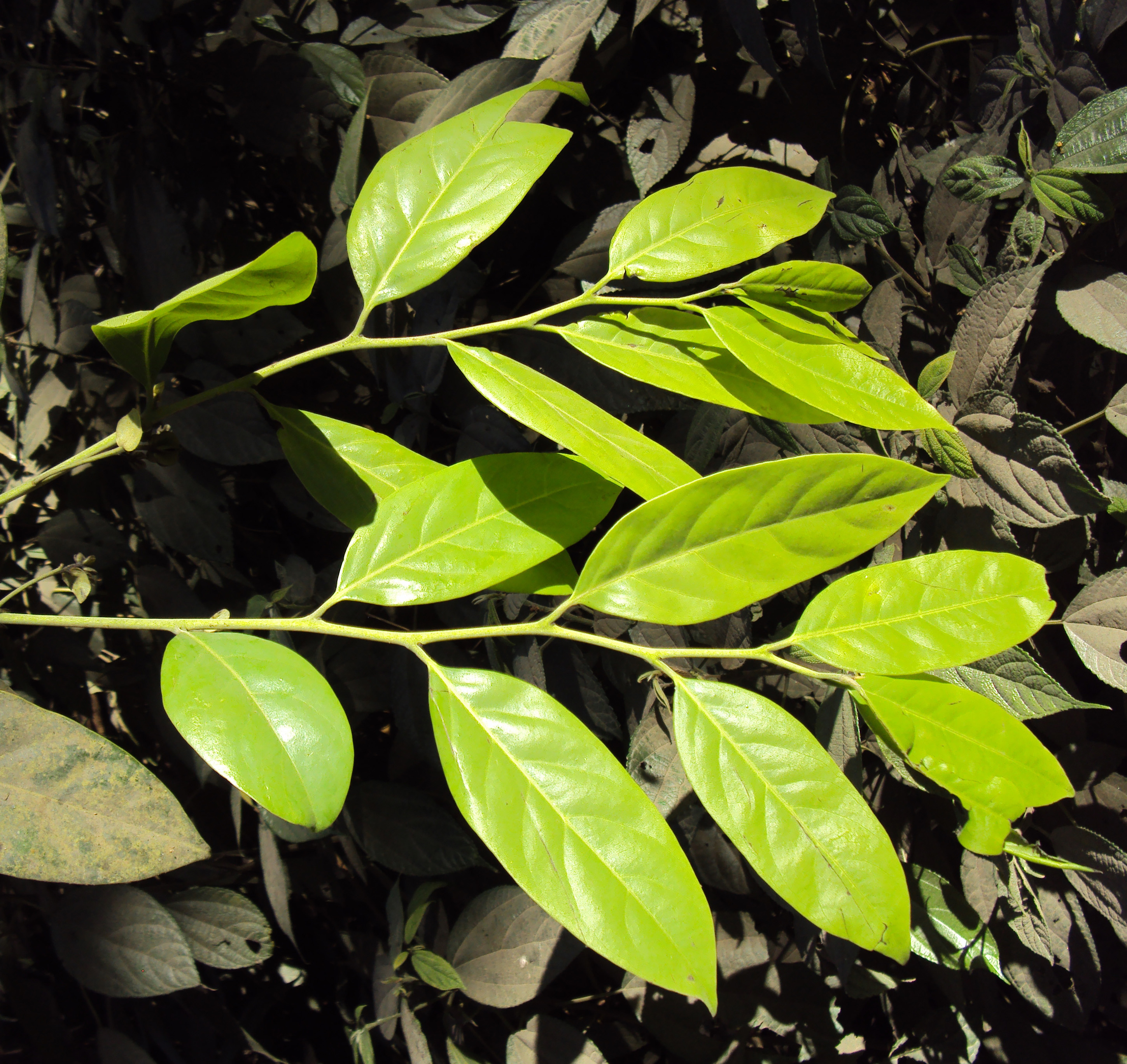
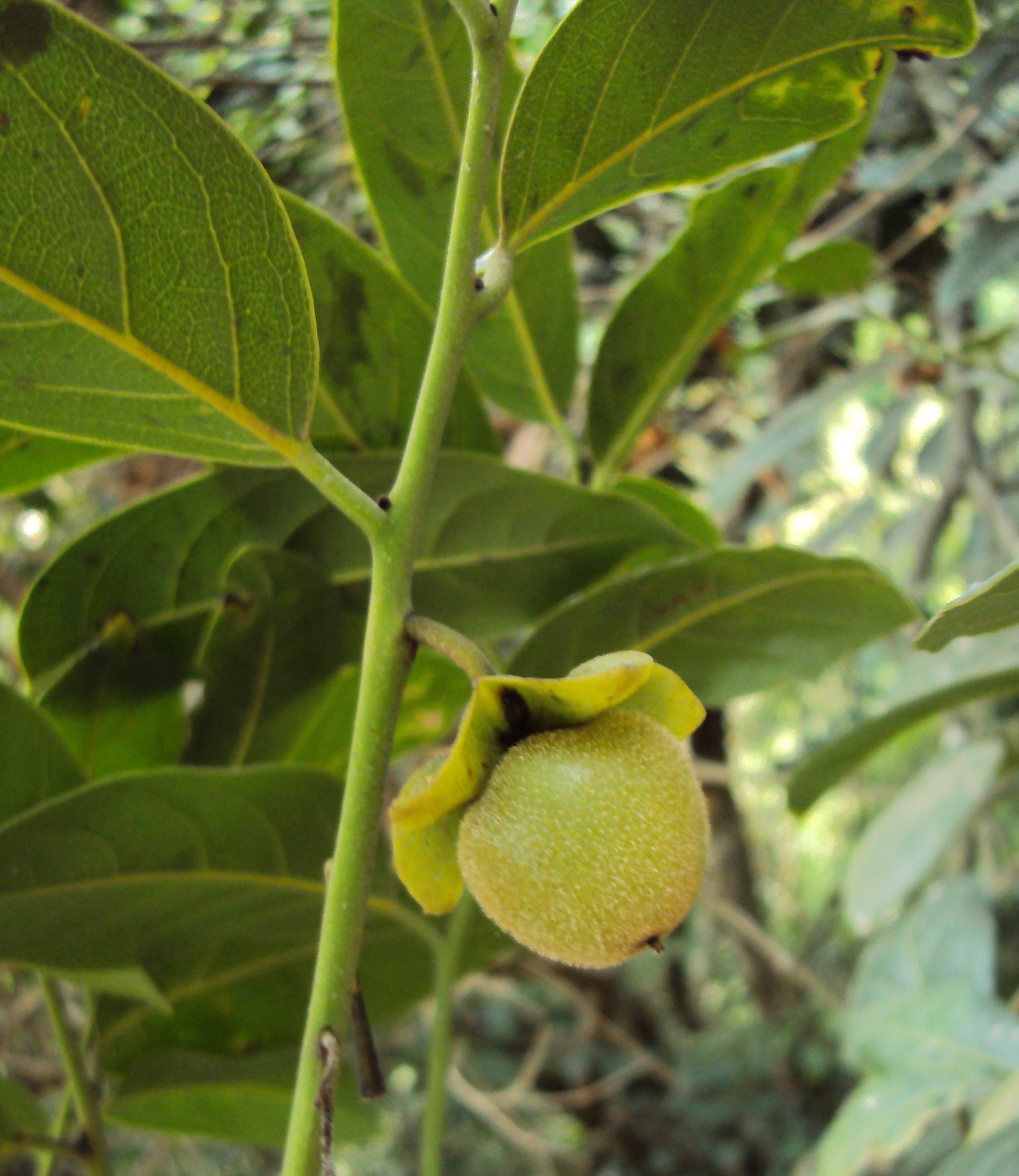
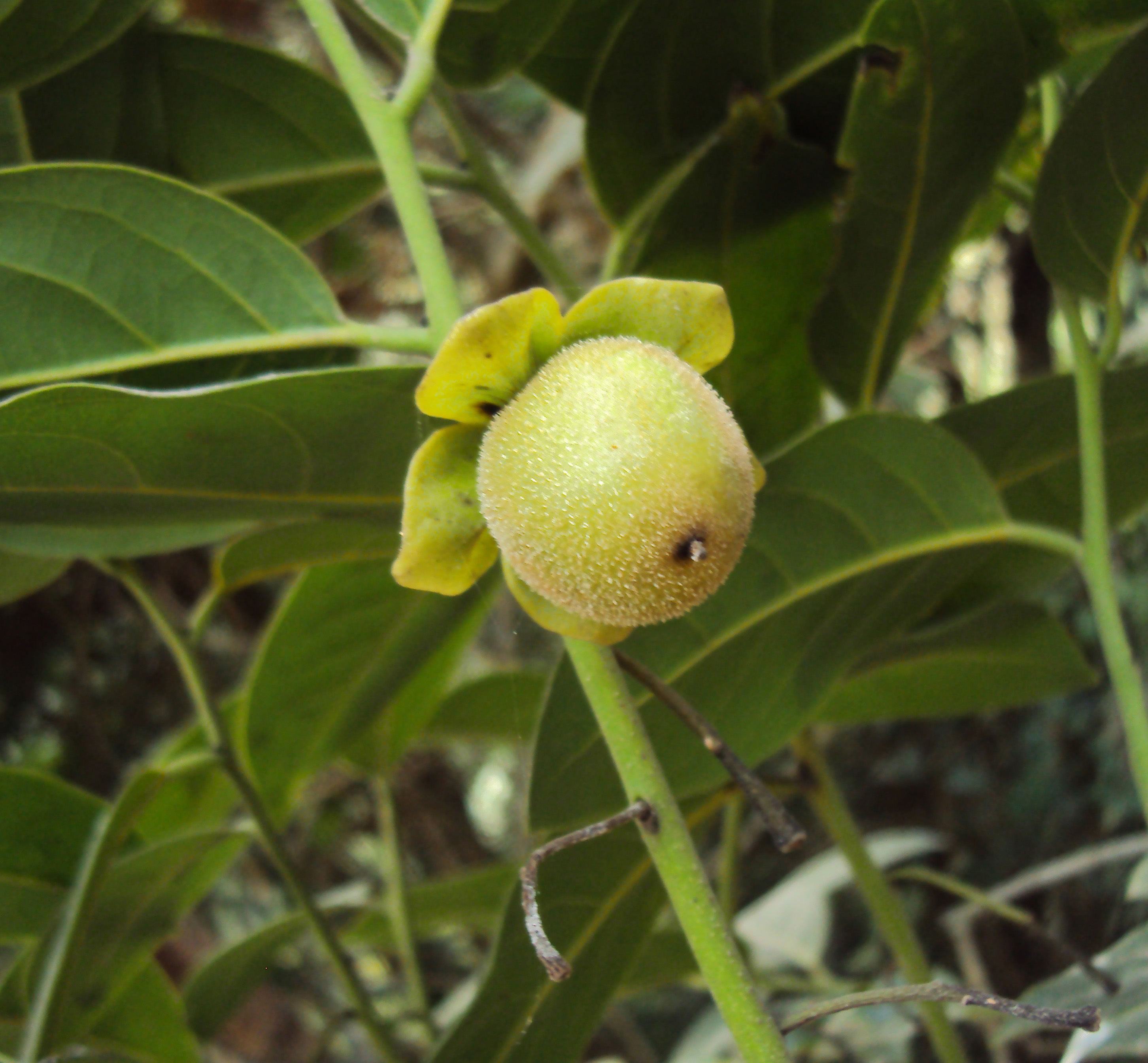
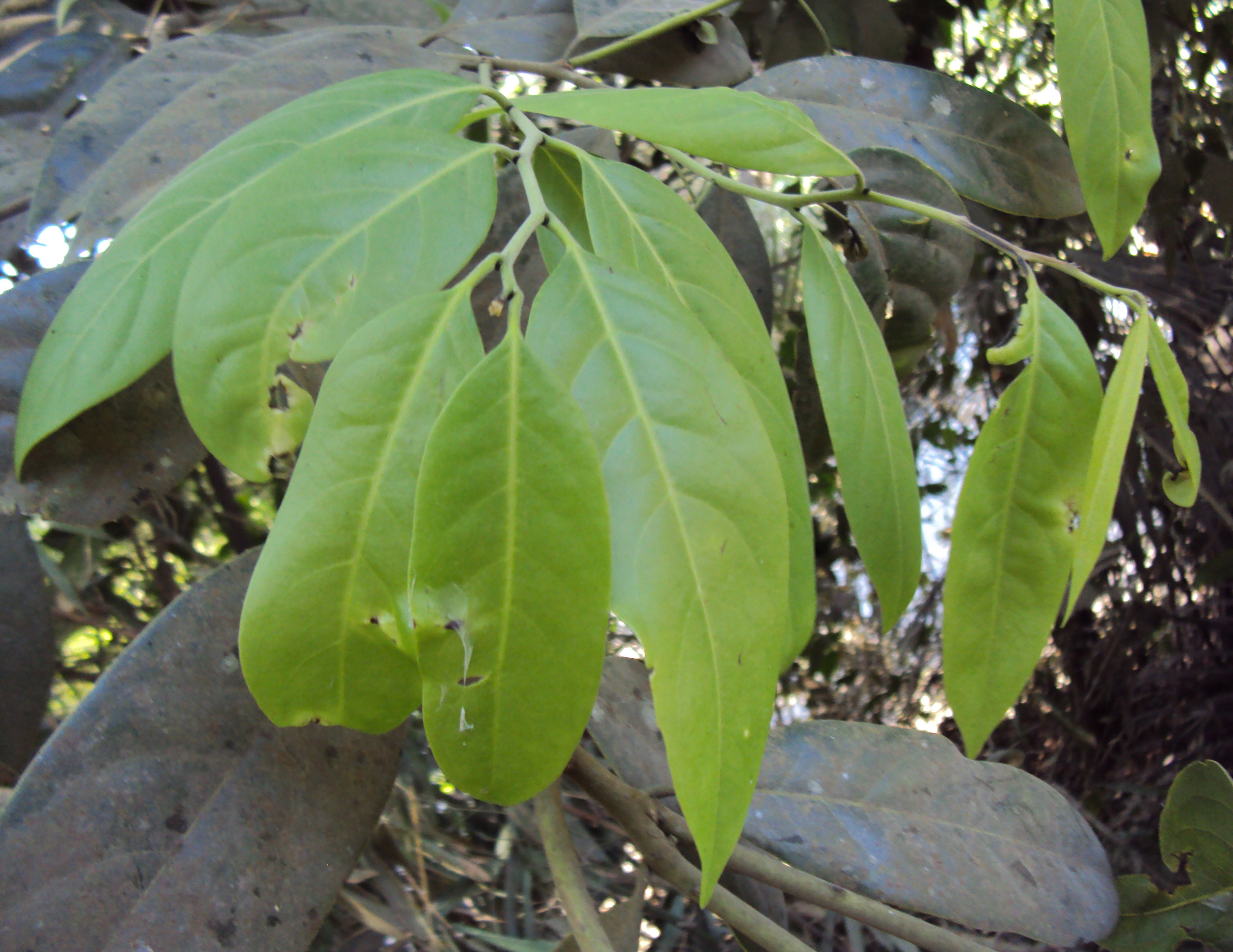